# Наша державність
«Наша державність» — збірка деяких пастирських послань Кир Андрея Шептицького, упорядником якої є отець Володимир Зінько. Видана у 2015 році видавництвом «Місіонер».

## Анотація
Книга містить три пастирські послання Слуги Божого Кир Андрея Шептицького, які описують суспільну модель держави закорінену у вірі Христовій. Кир Андрей засудив Голодомор і тоталітарний режим комуністів і нацистів й у час II світової війни оберігав вірних Церкви від войовничої агітації і виховував у вірних почуття толеранції і пошани до людської гідності. Вступним словом є Послання Блаженішого Святослава з нагоди ювілею 150-ліття від дня народження Кир Андрея. Книга адресована для читачів усіх християнських конфесій.

## Зміст
- Молитва митрополита Андрея за український народ

- «Нехай Божа мудрість поведе нас» 
 (Пастирське послання Блаженнішого Святослава з нагоди пам'яті митрополита Андрея Шептицького)

- Послання Кир Андрея
  - Наша державність
  - Про милосердя
  - Не убий

## Видання
- Шептицький А. (упорядник: о. Володимир Зінько) Наша державність. — Львів-Жовква: Місіонер, 2015. — 80 с. ISBN 978-966-658-327-0